# Cosmopterix xuthogastra
Cosmopterix xuthogastra là một loài bướm đêm thuộc họ Cosmopterigidae. Loài này có ở Kalimantan.